# Federico Vázquez
Federico Nahuel Vázquez (San Martín, 31 marzo 1993) è un calciatore argentino, attaccante del Trapani.

## Biografia
Nato a San Martín in Argentina, primogenito di due fratelli, è sposato con Giselle Lobato, anch'essa argentina ma origini italiane di Fermo, da cui ha avuto una figlia nel 2016.

## Caratteristiche tecniche
Alto 181 centimetri, di ruolo punta centrale, Vázquez è un giocatore tecnico, veloce e molto agile, con ottime qualità nel controllo di palla e nelle accelerazioni. Forte nel gioco aereo, predilige il piede destro, nonostante abbia una buona potenza di tiro con entrambi i piedi.

## Carriera
Soprannominato Cabezon (in italiano "testone"), per le dimensioni della sua testa quando era ancora piccolo, inizia a giocare a calcio all'età di quattro anni in una squadra di calcio a 5 chiamata Associacion Italiana Rotonda. Nel 2002, all'età di 9 anni, il suo cartellino viene acquistato dal Velez, società di Prima Divisione argentina, dove rimarrà fino al 2016, con alle spalle tutta la trafila del settore giovanile, collezionando 12 presenze in massima serie. Successivamente viene ceduto in prestito, nel 2016 al Instituto nella Seconda Divisione argentina, totalizzando 15 presenze ed un gol, e l'anno successivo al Estudiantes de Mérida in massima serie venezuelana.
Svincolatosi dal Vélez, nel 2017 all'età di 24 anni accetta la proposta di andare a giocare in Italia tra le file del Troina, formazione militante in Serie D quarto livello del campionato italiano di calcio. Questa per Vázquez è una stagione importante, in quanto con il suo Troina realizzerà 20 reti, laureandosi vice-capocannoniere del girone, e contribuendo al primo posto in classifica degli ennesi a pari punti con la Vibonese (ad andare in Serie C saranno quest'ultimi che si aggiudicheranno lo spareggio promozione ai calci di rigore).
Il 3 agosto 2018, viene ufficializzato come nuovo acquisto dal Siracusa militante in Serie C, firmando un contratto pluriennale. Il 25 settembre seguente in Siracusa-Paganese realizza la sua prima doppietta in Serie C con la maglia degli azzurri.
Il 22 luglio 2019 viene ufficializzato il passaggio alla Virtus Francavilla, altra formazione militante nel girone C della serie C.
Il 26 luglio 2021 passa a titolo definitivo al Catanzaro, dove è rimasto per una stagione, per poi passare, il 17 agosto 2022, al Gubbio.
L'8 settembre 2023 viene acquistato a titolo definitivo dal Perugia, dove firma un contratto fino al 30 giugno 2025. Sette giorni dopo segna la sua prima rete con gli umbri nella sconfitta interna contro la SPAL (1-2). 
Il 28 luglio 2024 viene ceduto a titolo definitivo al Monopoli.

## Statistiche

### Presenze e reti nei club
Statistiche aggiornate al 31 marzo 2025.
| Stagione                  | Squadra                   | Campionato                | Campionato | Campionato | Coppe nazionali | Coppe nazionali | Coppe nazionali | Coppe continentali | Coppe continentali | Coppe continentali | Altre coppe | Altre coppe | Altre coppe | Totale | Totale |
| Stagione                  | Squadra                   | Comp                      | Pres       | Reti       | Comp            | Pres            | Reti            | Comp               | Pres               | Retin              | Comp        | Pres        | Reti        | Pres   | Reti   |
| ------------------------- | ------------------------- | ------------------------- | ---------- | ---------- | --------------- | --------------- | --------------- | ------------------ | ------------------ | ------------------ | ----------- | ----------- | ----------- | ------ | ------ |
| 2013-2014                 | Vélez Sarsfield           | PD                        | 2          | 0          | CA              | 0               | 0               | CL                 | 2                  | 0                  | SA          | 1           | 0           | 5      | 0      |
| 2015                      | Vélez Sarsfield           | PD                        | 8          | 0          | CA              | 0               | 0               | -                  | -                  | -                  | -           | -           | -           | 8      | 0      |
| Totale Velez              | Totale Velez              | Totale Velez              | 10         | 0          |                 | 0               | 0               |                    | 2                  | 0                  |             | 1           | 0           | 13     | 0      |
| 2016                      | Instituto (C)             | BN                        | 15         | 1          | CA              | 0               | 0               | -                  | -                  | -                  | -           | -           | -           | 15     | 1      |
| 2017                      | Est. Mérida               | PD                        | 10         | 1          | -               | -               | -               | -                  | -                  | -                  | -           | -           | -           | 10     | 1      |
| 2017-2018                 | Troina                    | D                         | 29+2       | 20         | CI-D            | 0               | 0               | -                  | -                  | -                  | -           | -           | -           | 31     | 20     |
| 2018-2019                 | Siracusa                  | C                         | 28         | 8          | CI-C            | 3               | 1               | -                  | -                  | -                  | -           | -           | -           | 31     | 9      |
| 2019-2020                 | Virtus Francavilla        | C                         | 27+1       | 10+1       | CI+CI-C         | 2+1             | 1+1             |                    | -                  | -                  |             | -           | -           | 31     | 13     |
| 2020-2021                 | Virtus Francavilla        | C                         | 23         | 5          | -               | 0               | 0               |                    | -                  | -                  |             | -           | -           | 23     | 5      |
| Totale Virtus Francavilla | Totale Virtus Francavilla | Totale Virtus Francavilla | 50+1       | 15+1       |                 | 3               | 2               |                    | -                  | -                  |             | -           | -           | 54     | 18     |
| 2021-2022                 | Catanzaro                 | C                         | 34+4       | 9          | CI+CI-C         | 2+4             | 0               | -                  | -                  | -                  | -           | -           | -           | 44     | 9      |
| ago. 2022-2023            | Catanzaro                 | C                         | 0          | 0          | CI              | 1               | 0               | -                  | -                  | -                  | -           | -           | -           | 1      | 0      |
| Totale Catanzaro          | Totale Catanzaro          | Totale Catanzaro          | 34+4       | 9          |                 | 7               | 0               |                    | -                  | -                  |             | -           | -           | 45     | 9      |
| 2022-2023                 | Gubbio                    | C                         | 35+4       | 6+1        | CI-C            | 2               | 1               | -                  | -                  | -                  | -           | -           | -           | 41     | 8      |
| 2023-2024                 | Perugia                   | C                         | 21+3       | 5          | CI-C            | 1               | 0               | -                  | -                  | -                  | -           | -           | -           | 25     | 5      |
| 2024-2025                 | Monopoli                  | C                         | 14         | 4          | CI-C            | 2               | 1               | -                  | -                  | -                  | -           | -           | -           | 16     | 5      |
| Totale carriera           | Totale carriera           | Totale carriera           | 260        | 71         |                 | 18              | 5               |                    | 2                  | 0                  |             | 1           | 0           | 281    | 76     |

## Palmarès

### Club

#### Competizioni nazionali
- Supercopa Argentina: 1

Vélez Sarsfield: 2013